# Кромјер
Кромјер (фр. Crosmières) је насељено место у Француској у региону Лоара, у департману Сарт.
По подацима из 2011. године у општини је живело 993 становника, а густина насељености је износила 48,2 становника/km².

## Демографија
| 1962. | 1968. | 1975. | 1982. | 1990. | 2011. |
| ----- | ----- | ----- | ----- | ----- | ----- |
| 697   | 654   | 657   | 661   | 703   | 993   |